# تيبس الرقبة

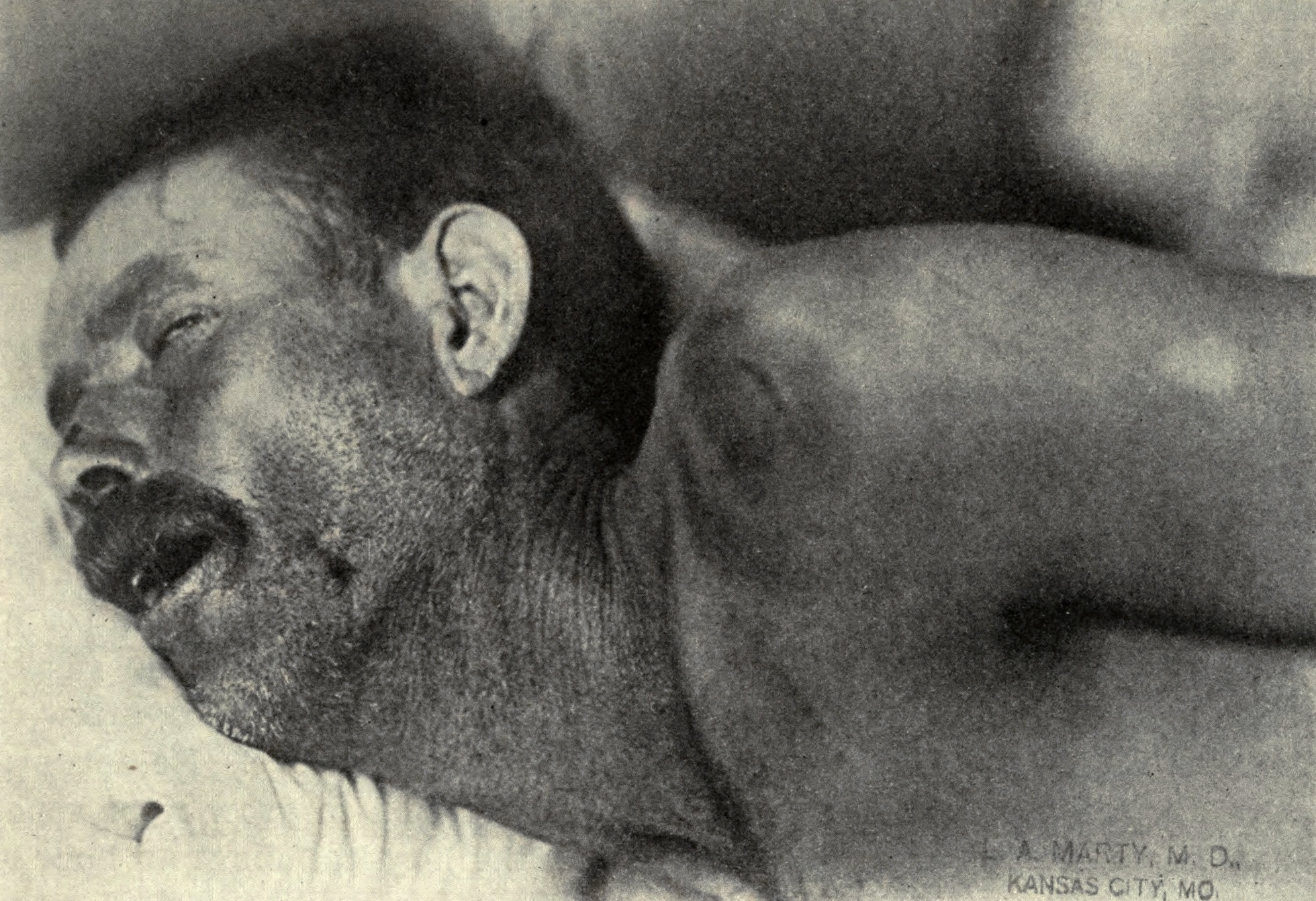
مريض مصاب بمرض خطير مع تصلب الرقبة أثناء وباء التهاب السحايا الفيروسي في تكساس في عامي 1911-1912.

تيبس الرقبة أو صلابة العنق (بالإنجليزية: Neck stiffness أو stiff neck) أو الصمل القفوي (بالإنجليزية: nuchal rigidity) أو صلابة النقرة هي تسميات أو مصطلحات تستعمل لوصف الحالة الطبية التي تظهر فيها أعراض عدم ارتياح أو ألم عند محاولة تحريك الرقبة في أي اتجاه.
تتضمن الأسباب إجهادا عضليا أو وثء واضطرابات شوكية عنقية والتهاب السحايا ونزف تحت العنكبوتية.
يعد الصمل القفوي الذي يحدث بسبب تهيج الطبقات المبطنة للدماغ والحبل الشوكي من أبرز أعراض التهاب السحايا.